# Galerie de Paléontologie et d'Anatomie comparée
La galerie de Paléontologie et d'Anatomie comparée, au pluriel galeries d'Anatomie comparée et de Paléontologie, est l'une des galeries du Muséum national d'histoire naturelle (MNHN). Les galeries du Muséum sont des bâtiments qui constituent chacune un musée labellisé « musée de France », spécialisé dans un domaine spécifique de l'histoire naturelle. La galerie de Paléontologie et d'Anatomie comparée se trouve à l'Est du Jardin des plantes de Paris, au début de la rue Buffon, du côté de la gare d'Austerlitz, près de la place Valhubert.
Le bâtiment a été conçu en 1892 par l'architecte Ferdinand Dutert et fut construit entre 1893 et 1898. Il s'étend sur un rez-de-chaussée et deux étages et sa superficie est d'environ 2 500 m2. La galerie d'Anatomie comparée occupe le rez-de-chaussée et la galerie de Paléontologie les deux étages : les vertébrés fossiles sont au premier étage et les invertébrés et plantes fossiles sont au deuxième, constituant une mezzanine.

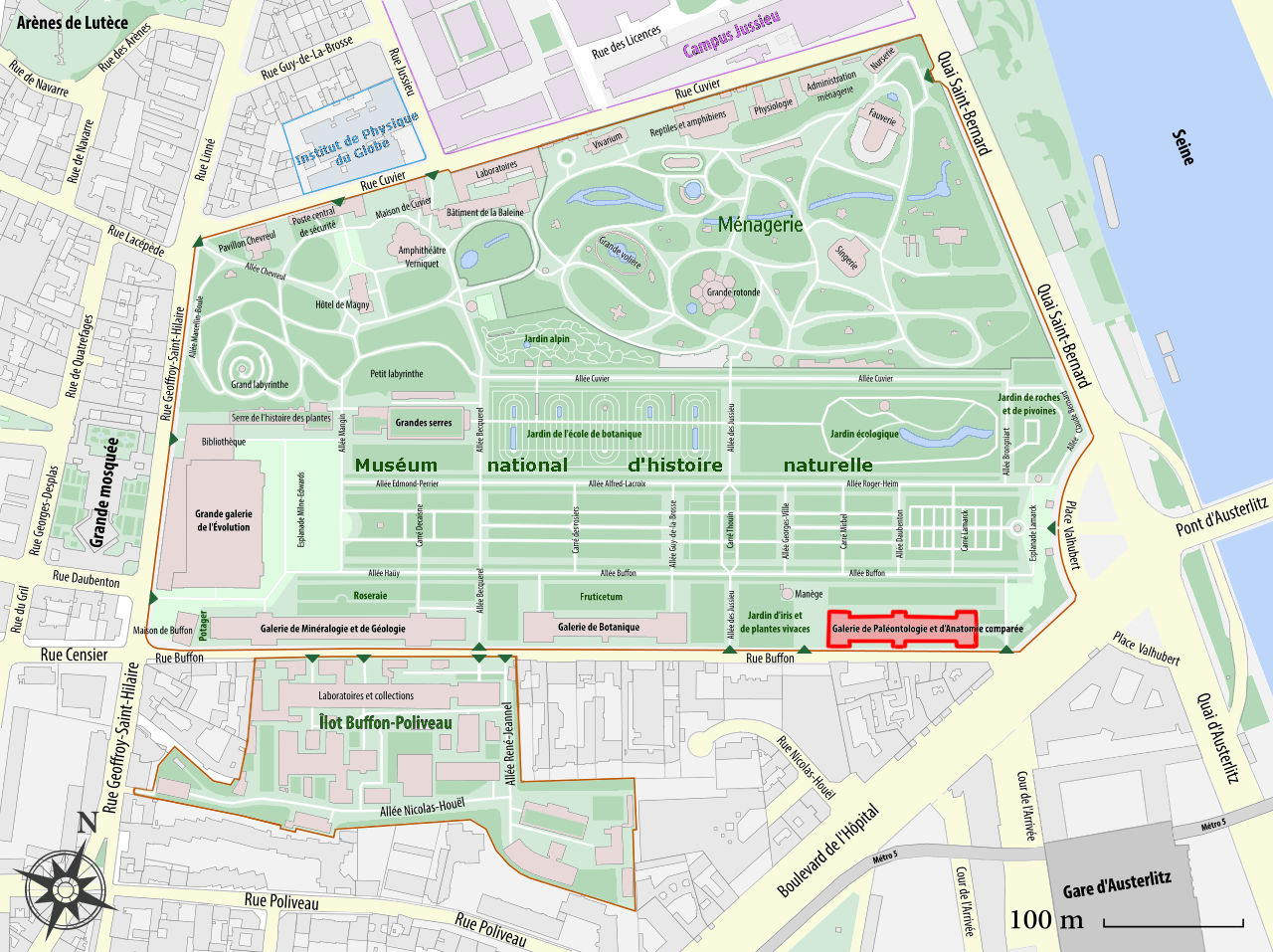
Emplacement de la Galerie de Paléontologie et d'Anatomie comparée au Jardin des plantes de Paris.

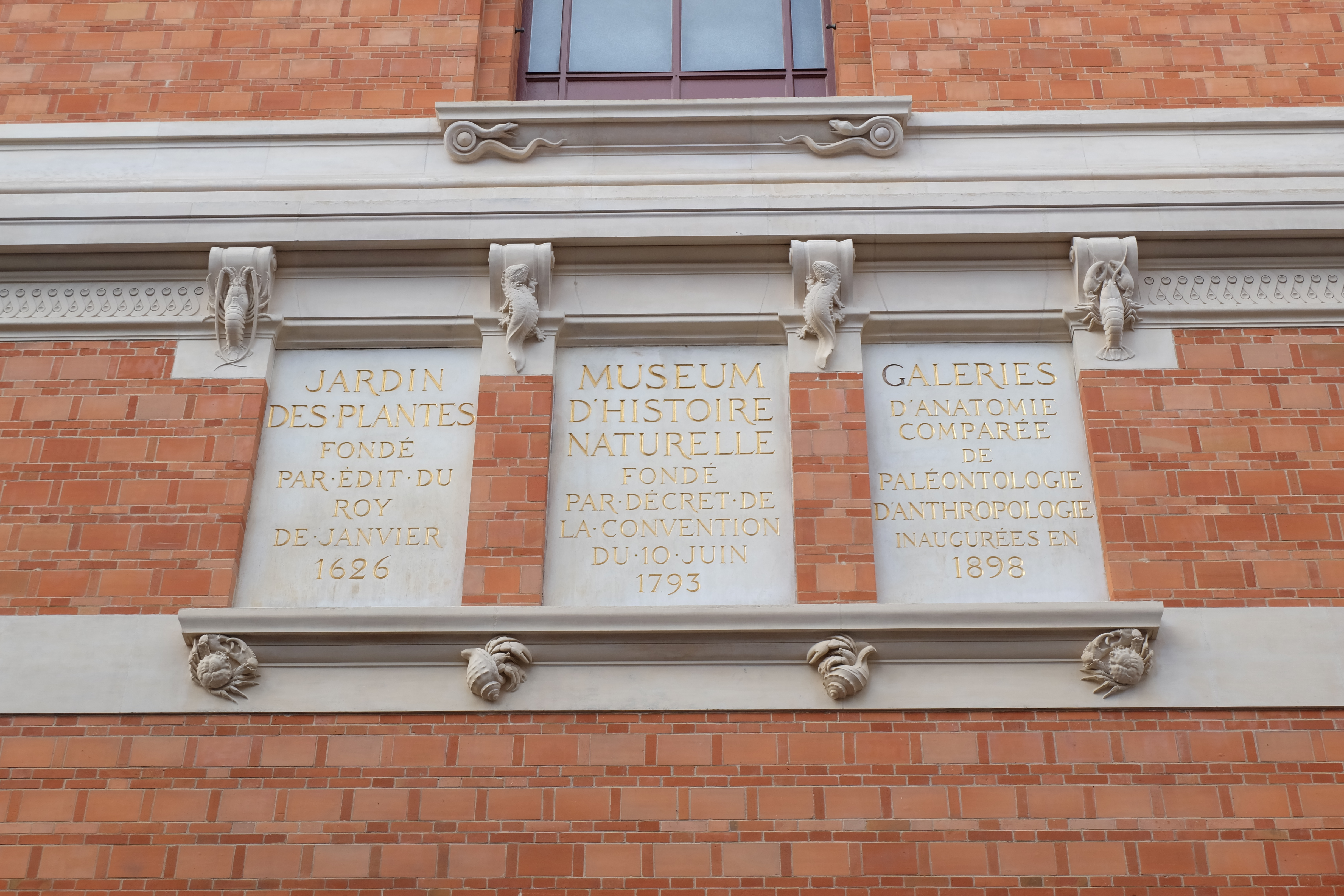
Plaques inaugurales.

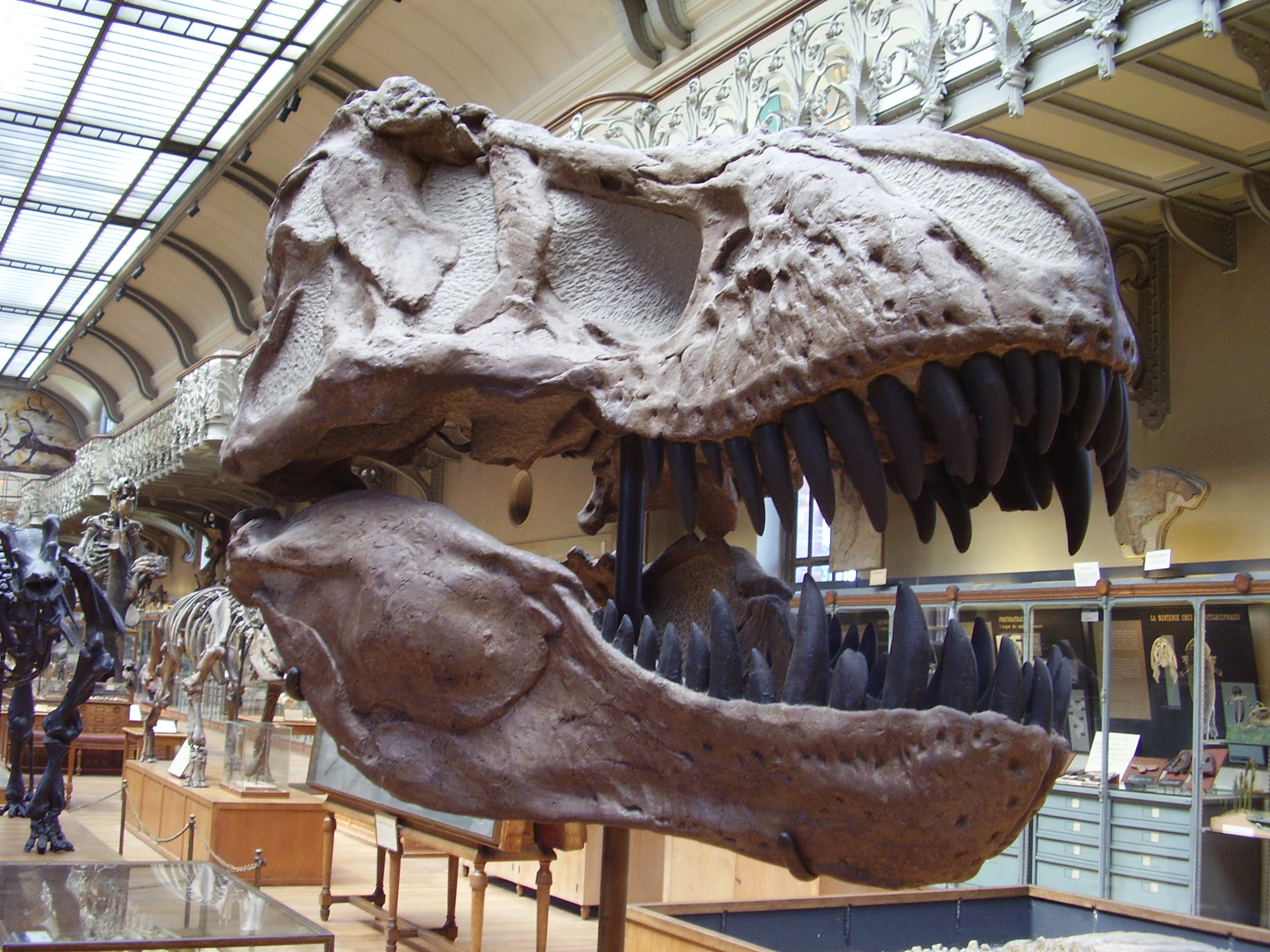
L'une des pièces en exposition les plus populaires : le moulage du crâne du T. rex AMNH 5027, qui a intégré la galerie de Paléontologie en 1913.

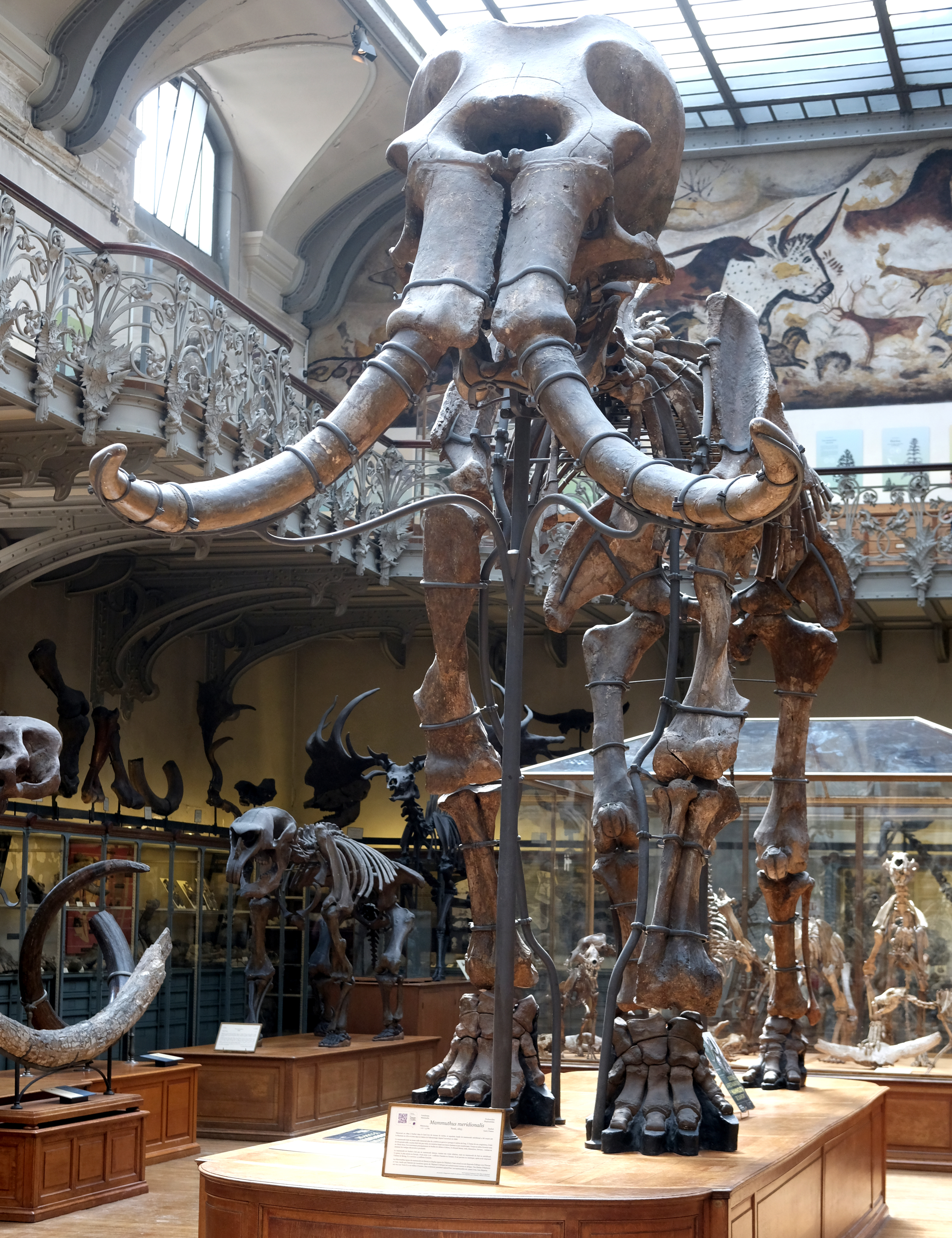
Une autre des pièces les plus populaires : le mammouth de Durfort.

## Historique

### Les origines des galeries du Muséum
Lors de la fondation du Jardin royal des plantes médicinales, en 1635, le cabinet du roi était l'un des principaux lieux de conservation des spécimens et échantillons d'histoire naturelle. En 1793, avec la réorganisation du Jardin royal en Muséum national, les chaires du Jardin royal furent réorganisées en douze chaires d'enseignement et de recherche. Chaque professeur attitré à une chaire était ainsi responsable des collections liées à sa discipline, dont un grand nombre de spécimens était conservé dans l'ancien cabinet du roi. Après la Révolution, à la mort de Jean-Claude Mertrud en 1802, Georges Cuvier le remplaça en tant que professeur titulaire de la chaire d'Anatomie des animaux et y resta jusqu'à sa mort en 1832. Cette chaire prit alors le nom de « chaire d'Anatomie comparée ». À ce poste, Cuvier fut le premier professeur du Muséum à créer un espace d'exposition et de conservation des collections séparé du cabinet d'Histoire naturelle : il investit un bâtiment qui avait appartenu à la régie des fiacres de Paris, acquis par le Muséum en 1795. Ainsi, en 1802, de par son autorité liée à la chaire où il venait d'être nommé, Cuvier y installa le premier cabinet d'Anatomie comparée du Muséum.
En 1806 il ouvrit ce cabinet au public : ce fut la première galerie d'Anatomie comparée du Muséum. Constitué de deux ailes principales séparées par une cour intérieure, le bâtiment finit par être connu comme « les galeries de Cuvier », et plus tardivement comme le « bâtiment de la baleine ». Il n'a finalement conservé qu'une seule des deux ailes qui le constituaient auparavant,. La bibliothèque et les collections de botanique, de minéralogie et de géologie du Muséum étaient à l'origine conservées dans le cabinet d'Histoire naturelle, dit aussi le « cabinet du roi » selon les régimes politiques et les époques. Comme ces collections augmentaient en nombre d'échantillons et de spécimens et que la place venait à manquer au cabinet du roi, le Muséum décida de lancer la construction d'une nouvelle galerie pour les accueillir : la galerie de Minéralogie et de Géologie, inaugurée en présence du roi Louis-Philippe en 1837, et qui abrita aussi une partie des bibliothèques du Muséum (son fronton nord-est en porte encore l'inscription).

### De nouvelles galeries: anthropologie, paléontologie, zoologie
Dès 1839 Étienne Serres, qui venait d'être nommé professeur à la chaire d'anthropologie du Muséum, pressa les autorités politiques pour qu'un musée d'anthropologie soit créé au Jardin des Plantes. Mais il n'obtint pas gain de cause  avant 1855, année où Armand de Quatrefages le remplaçait en tant que professeur attitré à la chaire d'anthropologie. Serres quitta la chaire d'anthropologie pour celle d'Anatomie comparée, vacante à la mort du professeur Louis Georges Duvernoy. Contrairement à ce qui fut prévu pour la minéralogie et la géologie, il n'y eut pas de nouveau bâtiment construit pour la nouvelle galerie d'anthropologie : en 1855 les salles d'exposition des collections d'anthropologie furent inaugurées dans le « bâtiment de la baleine » que Cuvier avait dédié à l'anatomie comparée,.
Dans les trente années qui suivirent, le Muséum accorda au professeur Albert Gaudry, déjà à la tête de la chaire de paléontologie depuis 1872, la construction en annexe de deux salles de paléontologie dans la cour du bâtiment de la Baleine, rejoignant ainsi les galeries d'anatomie voulues par Cuvier et la galerie d'anthropologie voulue par Serres. Cette galerie de paléontologie, inaugurée en 1885, avait un caractère provisoire, mais elle fut l'embryon de l'actuelle galerie de Paléontologie et d'Anatomie comparée.
En 1889, quatre ans après la galerie provisoire de paléontologie, vint le tour aux collections de zoologie d'avoir leur propre galerie avec l'inauguration du bâtiment de la galerie de Zoologie, rebaptisée « grande galerie de l'Évolution » en 1994.

### La construction de la galerie de Paléontologie et d'Anatomie comparée
Tout au long du XIXe siècle les collections ostéologiques du Muséum s'entassèrent de plus en plus péniblement dans la galerie d'Anatomie comparée créée par Cuvier au début du siècle. Après l'inauguration de la galerie de Zoologie en 1889, et à l'approche du premier centenaire du Muséum (1793-1893) et de l'exposition universelle de Paris de 1900, un cercle de professeurs de l'institution commença à demander qu'une nouvelle galerie soit construite pour conserver et exposer au public les collections d'anatomie comparée, de paléontologie et d'anthropologie. Trois professeurs du Muséum furent à l'origine du projet : les trois titulaires des trois chaires dont le bâtiment allait devoir exposer les trois collections respectives. Ce furent Georges Pouchet pour l'anatomie comparée, Albert Gaudry pour la paléontologie et Armand de Quatrefages pour l'anthropologie. Après qu'ils eussent formulé cette demande en 1891, De Quatrefages mourut en janvier 1892 et Pouchet en 1894. Peu avant la fin de son mandat en décembre 1891, Edmond Frémy, alors directeur du Muséum, avait approuvé le projet. L'année suivante, en 1892, sous la direction d'Alphonse Milne-Edwards, l'assemblée des professeurs désigna l'architecte Ferdinand Dutert pour dessiner un nouveau bâtiment pour ces futures nouvelles galeries. Pour les éléments décoratifs du bâtiment, Dutert fédéra autour de lui plusieurs artistes de l'art nouveau. La première pierre est posée un an après, en 1893. L'inauguration a lieu le 21 juillet 1898 mais l'architecte Dutert n'y assiste pas, dépité que son projet initial (galerie de 320 m de long avec une double nef) ait été revu à la baisse.
À la suite de la demande originelle des professeurs Gaudry, Pouchet et De Quatrefages, le bâtiment finalement construit contenait trois galeries, une à chaque niveau :
- Au rez-de-chaussée, la galerie d'Anatomie comparée
- Au premier étage, la galerie de Paléontologie
- Au deuxième étage, la galerie d'Anthropologie (dont les collections furent transférées en 1937 au musée de l'Homme).

Ces trois galeries ainsi superposées réalisaient le souhait des professeurs Gaudry, Pouchet, De Quatrefages, Hamy et Filhol de réunir des collections d'une grande valeur historique et scientifique, mais aussi de les présenter au public pour montrer l'évolution de la vie, alors encore largement ignorée et vivement contestée par les créationnistes. Ainsi, l'alignement quasi artistique de spécimens paléontologiques classés par ordre chronologique permettait de valider les thèses de Darwin sur l'évolution. Les collections présentées à l'époque proviennent essentielement des grandes missions des voyageurs naturalistes des XVIIIe et XIXe siècles ainsi que de la ménagerie du Jardin des plantes. Cela est en grande partie encore actuellement le cas, surtout pour la galerie d'Anatomie comparée. Pour ce qui est de la galerie de Paléontologie, de nombreux spécimens, parfois des moulages ou des squelettes fossiles de grande taille, ont été apportés par des échanges entre institutions ou des fouilles paléontologiques menées au cours des XXe et XXIe siècles.
Une mezzanine qui surplombe le premier étage ; le deuxième étage est constitué par une salle sous verrière surmontée d'un balcon intérieur. Dès l'inauguration du bâtiment en 1898, les collections d'anthropologie avaient été apportées de la « galerie d'Anthropologie » que les professeurs Étienne Serres et Armand de Quatrefages avaient créée en 1855 dans le « bâtiment de la baleine ». Ces collections appartenaient aux chaires ayant précédé la chaire d'anthropologie : la « chaire d'anatomie humaine » de 1793, devenue plus tard la chaire d'« anatomie et histoire naturelle de l'Homme », puis en 1855 la « chaire d'anthropologie ». Avant 1937, la salle attenante à la mezzanine était consacrée à la préhistoire, exposant des outils en pierre taillée du Paléolithique et du Néolithique, et des sépultures comme celle de l'Homme de Menton (récemment identifié comme étant en réalité une femme, dite maintenant « la Dame du Cavillon »). La mezzanine surplombant le premier étage présentait pour sa part les collections d'anthropologie et anatomie humaine du Muséum. En 1937 le Muséum inaugura le musée de l'Homme sur la colline de Chaillot et y déménagea toutes ses collections d'anthropologie. La salle de préhistoire devint alors l'actuelle « salle d'Orbigny », dite aussi la « salle du Bassin de Paris », contenant une partie des collections d'Alcide Dessalines d'Orbigny qui avait immensément enrichi les collections du Muséum à la suite de ses voyages d'exploration, alors qu'il était devenu en 1853 le premier professeur du Muséum à diriger la chaire de paléontologie. À la mezzanine, une fois les collections d'anthropologie et anatomie humaine parties, ce furent des collections d'invertébrés fossiles qui y furent présentées, enrichies dans les années 2010 d'une partie des spécimens de plantes fossiles de l'ancienne galerie de Paléobotanique (inaugurée en 1972 dans la galerie de Minéralogie et de Géologie mais démantelée en 2005).

### La construction du laboratoire de Paléontologie
De 1903 à 1955 la chaire de paléontologie avait été occupée notamment par Marcellin Boule et Camille Arambourg, deux éminents spécialistes de la préhistoire du genre humain tandis que celle d'Anatomie comparée échoit jusqu'en 1960 à l'arachnologue Jacques Millot, de sorte que pendant toute la première moitié du XXe les travaux paléontologiques concernant les mondes végétal et animal passent au second rang. À l'ouest de la galerie de Paléontologie, au no 8 de la rue Buffon, s'élevait depuis le milieu du XIXe siècle le « pavillon Georges Ville » ayant abrité des herbiers, graineteries, carpothèques (collections de fruits) et autres échantillons de botanique transférés après 1935 dans le nouveau bâtiment de la galerie de Botanique voisin, offert au Muséum par la Fondation Rockefeller. Devenu vétuste, le « pavillon Georges Ville » fut démoli et un nouveau laboratoire de Paléontologie fut construit à sa place dans les années 1958 et 1959, à l'extrémité ouest de la Galerie, dans le prolongement de celle-ci et dans un style assorti à elle. Nommé à la chaire de paléontologie en 1956, Jean-Pierre Lehman, spécialiste des vertébrés du Paléozoïque, fut le premier à le diriger. En 1981 Philippe Taquet, spécialiste des dinosaures, lui succède à la chaire de paléontologie et à la direction du laboratoire. La même année, le laboratoire de Paléontologie se met à héberger le « laboratoire associé 12 Centre de Paléoanatomie et de Paléogéographie » (« LA 12 ») et devient ainsi l'« Institut de Paléontologie » (à ne pas confondre avec l'Institut de paléontologie humaine, situé rue René-Panhard dans le 13e arrondissement de Paris mais fondé bien avant, en 1910, et portant uniquement sur la paléontologie humaine). Beaucoup de vitrines de la Galerie sont rénovées dans les années 1960 sous la direction du professeur Lehman, et dans les années 1990 sous la direction du professeur Taquet, notamment à l'occasion du premier centenaire de la Galerie. Entre autres changements, au début du XXIe siècle, les bocaux de tératologie humaine sont enlevés.

### Le premier centenaire de la Galerie

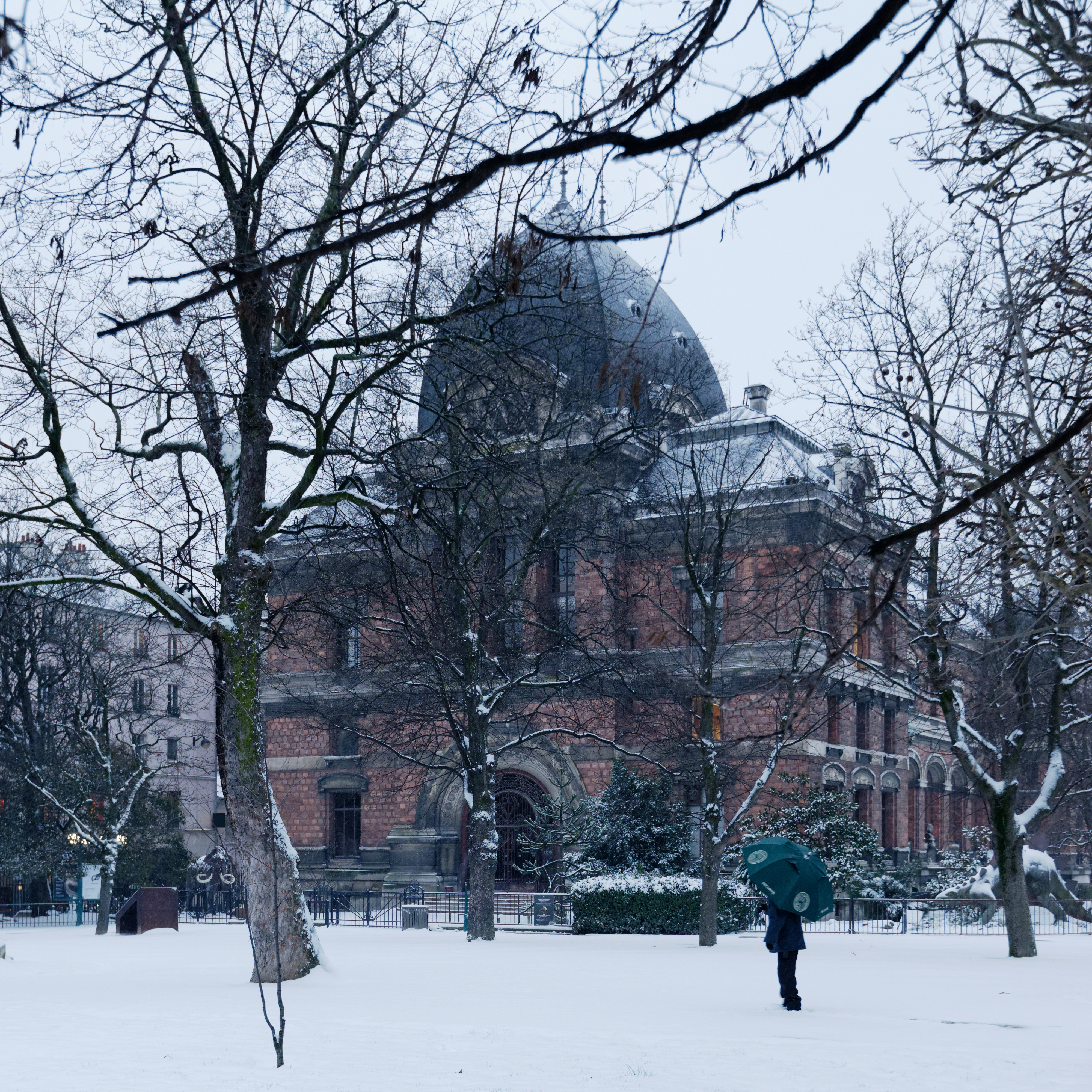
La Galerie sous la neige en 2013.

Dans les années 1990, à l'approche du premier centenaire de la Galerie, le Muséum en rénova l'installation électrique, qui à l'époque était encore restée à une tension de 110 volts mais qui avec les travaux de rénovation fut mise aux normes actuelles. Pour ce premier centenaire de 1997-1999, des vitrines furent présentées sous le nom d'exposition « Ossements » : d'une part quelques « îlots de vitrines » ont conservé leur forme d'origine, conformément aux recommandations de l'ICOFOM considérant que cette présentation initiale constitue un témoignage d'histoire des sciences et d'autre part on a réagencé les autres pour y montrer les affinités entre caractères ostéologiques de différents groupes de vertébrés. Dans la galerie de Paléontologie, quatre « îlots de vitrines » sont aménagées pour illustrer l'évolution de quatre groupes distincts de vertébrés : les oiseaux, les chevaux, les éléphants et les primates.

### La Galerie auXXIesiècle
La Galerie dépend à la fois de l'institut de Paléontologie, héritier de la chaire de paléontologie du Muséum, et du laboratoire d'Anatomie comparée héritier de la chaire homonyme (situé dans l'« îlot Poliveau », dit aussi « clos Patouillet », au sud de la rue Buffon). La paléontologie (présentée dans les étages) et l'anatomie comparée (présentée au rez-de-chaussée) sont des sciences connexes : c'est Georges Cuvier qui a posé les bases permettant de classer et de reconstituer les espèces fossiles, par comparaison avec les actuelles. L'institut de Paléontologie comprend, au demi-sol, des salles de préparation de moulages ou de dégagement de fossiles, et possède aussi une vaste bibliothèque constituant le fonds de documentation et d'histoire de ses recherches, qui fait partie des bibliothèques du Muséum gérées par la « Direction des bibliothèques et de la documentation » (DBD). L'institut de Paléontologie et sa bibliothèque ne sont pas ouverts au public mais sont réservés au personnel du Muséum et aux chercheurs invités.
Les deux étages de la galerie de Paléontologie présentent une collection de fossiles d'animaux et de plantes. Les spécimens exposés sont choisis parmi les plus représentatifs de l'ensemble de la collection de fossiles du Muséum : parmi eux les dinosaures et les mammouths obtiennent auprès du public le plus grand succès. Au rez-de-chaussée, la galerie d'Anatomie comparée présente près d'un millier de squelettes, œufs, phanères… et rend compte de l'organisation et de la classification de la biodiversité.
La rénovation de la Galerie se poursuit progressivement, sans fermeture au public : de nouvelles présentations sont installées, des cartels et des panneaux explicatifs sont modernisés, l'éclairage s'améliore. La façade, du côté de la gare d'Austerlitz, a été ravalée en 2015.

## Architecture et œuvres d'art
Le bâtiment est construit en pierre et métal et est long de près de 80 m. Les façades extérieures sont ornées de nombreuses sculptures d'inspiration naturaliste. Les grandes baies vitrées situées sur les murs latéraux éclairent les collections en exposition au rez-de-chaussée et celles situées sur la toiture laissent passer la lumière directement sur le premier étage, le deuxième étage étant constitué dans sa plus grande partie de la mezzanine qui surplombe en pourtour le premier étage.
Une « Frise de la Paléontologie » due au sculpteur André-Joseph Allar orne le fronton de la Galerie. La sculpture d'Emmanuel Frémiet qui se trouve à droite de l'entrée dans le hall, est représentative de l'approche occidentale des rapports homme/nature telle qu'elle était en 1898 : elle figure un combat entre un chasseur malais et un orang-outan accompagné d'un petit,. Des bustes de savants et des frises à thèmes préhistoriques ornent par ailleurs l'extérieur et l'intérieur du bâtiment.
Au rez-de-chaussée, le périmètre interne de la galerie d'Anatomie comparée est parcouru par les bustes de Louis Georges Duvernoy, Paul Gervais, Étienne Serres, Georges Cuvier, Étienne Geoffroy Saint-Hilaire, et Henri-Marie Ducrotay de Blainville. Au premier étage, le seul buste se trouve à l'entrée même. Il s'agit du buste d'Albert Gaudry, placé en regard vers le « troupeau » de vertébrés fossiles de la Galerie, une disposition muséologique que Gaudry lui-même avait conçue. Au deuxième étage, tout au fond de la mezzanine, le pan de mur est couvert par une fresque représentant la rotonde de Lascaux, reproduction peinte en 1960 par Simone Vrain. Jusqu'en 1937 ce mur avait été occupé par les crânes de l'une des collections d'anthropologie du Muséum, la collection Schlagintweit, que Quatrefages avait obtenu pour le Muséum bien des années auparavant. Les escaliers et la mezzanine présentent de belles rambardes en fer forgé à décors naturalistes. La porte d'entrée a été réalisée par le ferronnier Émile Robert. Le bâtiment est un monument historique, classé avec l'ensemble des bâtiments du Jardin des plantes le 24 mars 1993.
À l'extérieur du bâtiment, aux pieds de la façade principale et sur les parterres des jardins environnants, trois reconstitutions en couleurs d'animaux disparus sont exposées gratuitement au public :
- Sur le côté droit du parterre en pied de façade, à l'angle avec l'allée Buffon du Jardin, une restitution de stégosaure représenté plaques dressées ; c'est un dinosaure herbivore d'Amérique du Nord ayant vécu il y a entre 155 et 150 millions d'années pendant le Jurassique supérieur. À l'origine, le Parc de Saint-Vrain (en Essonne, fermé depuis 1999) avait ouvert en 1981 un parcours aquatique où, à bord de bateaux, les visiteurs pouvaient voir toutes ces reconstitutions sur les berges du parcours. Le Muséum avait assuré leur fabrication et, afin de l'exposer au Jardin des plantes, s'était fabriqué une copie en double de la reconstitution du stégosaure.
- Sur le côté gauche du parvis situé devant l'entrée principale de la Galerie, trône une reconstitution de Mammouth laineux.
- Sur le côté droit du parvis, c'est un Moeritherium qui est reconstitué : il appartient à la lignée évolutive de Proboscidiens (animaux porteurs d'une trompe, dont sont issus les mammouths et les éléphants). De la taille d'un poney, court sur pattes, sans longues défenses et sans véritable trompe, le Moeritherium est placé « en miroir » du Mammouth laineux auquel il est étroitement apparenté, afin de montrer la grande plasticité dont fait preuve l'évolution des espèces.

## Spécimens remarquables

### Dans la galerie d'Anatomie comparée
- Le squelette du rhinocéros de Louis XV, dont la peau se trouve à la grande galerie de l'Évolution.
- Un squelette complet de thylacine.

### Dans la galerie de Paléontologie
- Le seul authentique squelette de Mammouth laineux (Mammuthus primigenius) conservé hors de Russie (les autres étant des moulages).
- Le moulage du squelette de Diplodocus carnegii, introduit dans la collection de paléontologie en 1908[note 6]. L'original, qui date du Jurassique supérieur (-136 à -148 millions d'années), est découvert dans le Wyoming aux États-Unis en 1899 et se trouve au musée Carnegie. Promotion publicitaire oblige, Andrew Carnegie finance le moulage en plâtre de l'original et l'offre aux musées d'histoire naturelle des grandes villes du monde (Londres, Berlin, La Plata, Saint-Pétersbourg, Madrid, Paris). Le moulage offert au Royaume-Uni est surnommé « Dippy (en) », qui en anglais est un diminutif affectueux du terme Diplodocus. Celui de Paris[note 7] annonce en 1908 les débuts de la dinomania en France[21].
- Un spécimen de Cynthiacetus peruvianus. Datant de l'Eocène supérieur (-38 à -36 millions d'années), il est le plus ancien cétacé connu à avoir rejoint le milieu aquatique comme habitat permanent. Découvert au Pérou, il possède le plus grand nombre de côtes parmi les cétacés connus[22].

## Quelques images du bâtiment et des collections

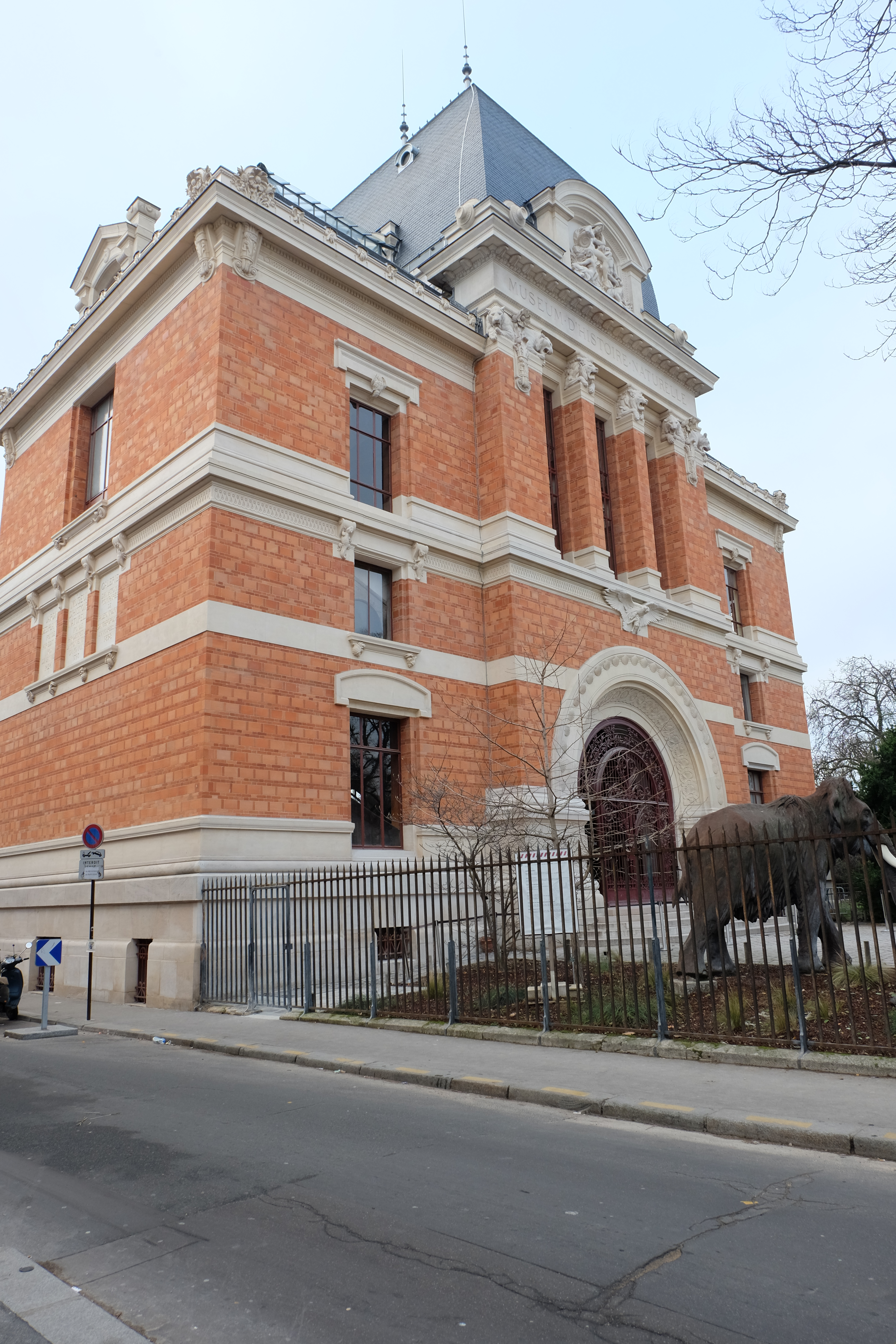
A)
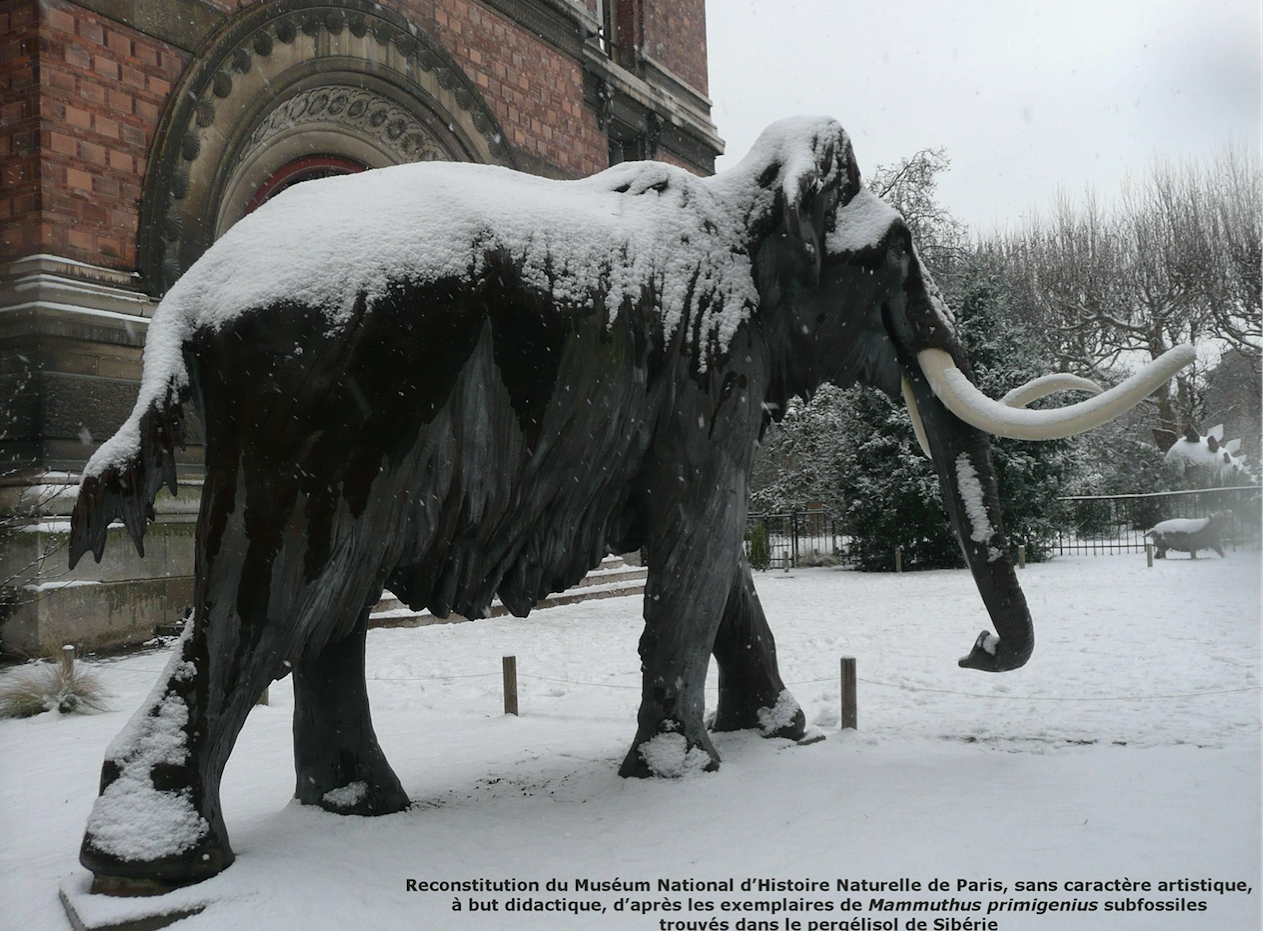
B)
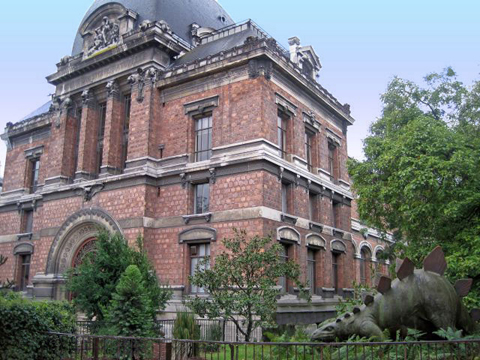
C)
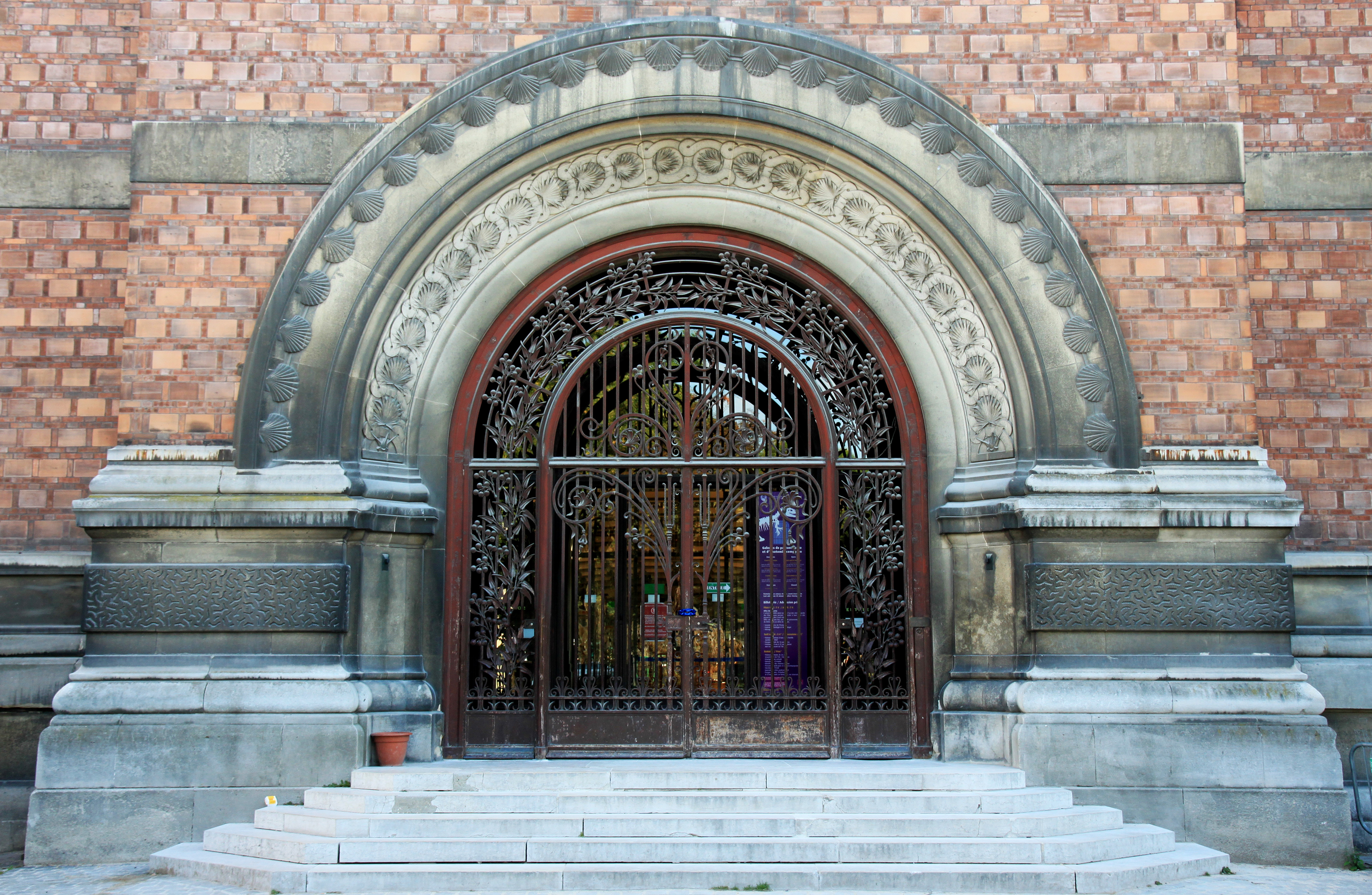
D)
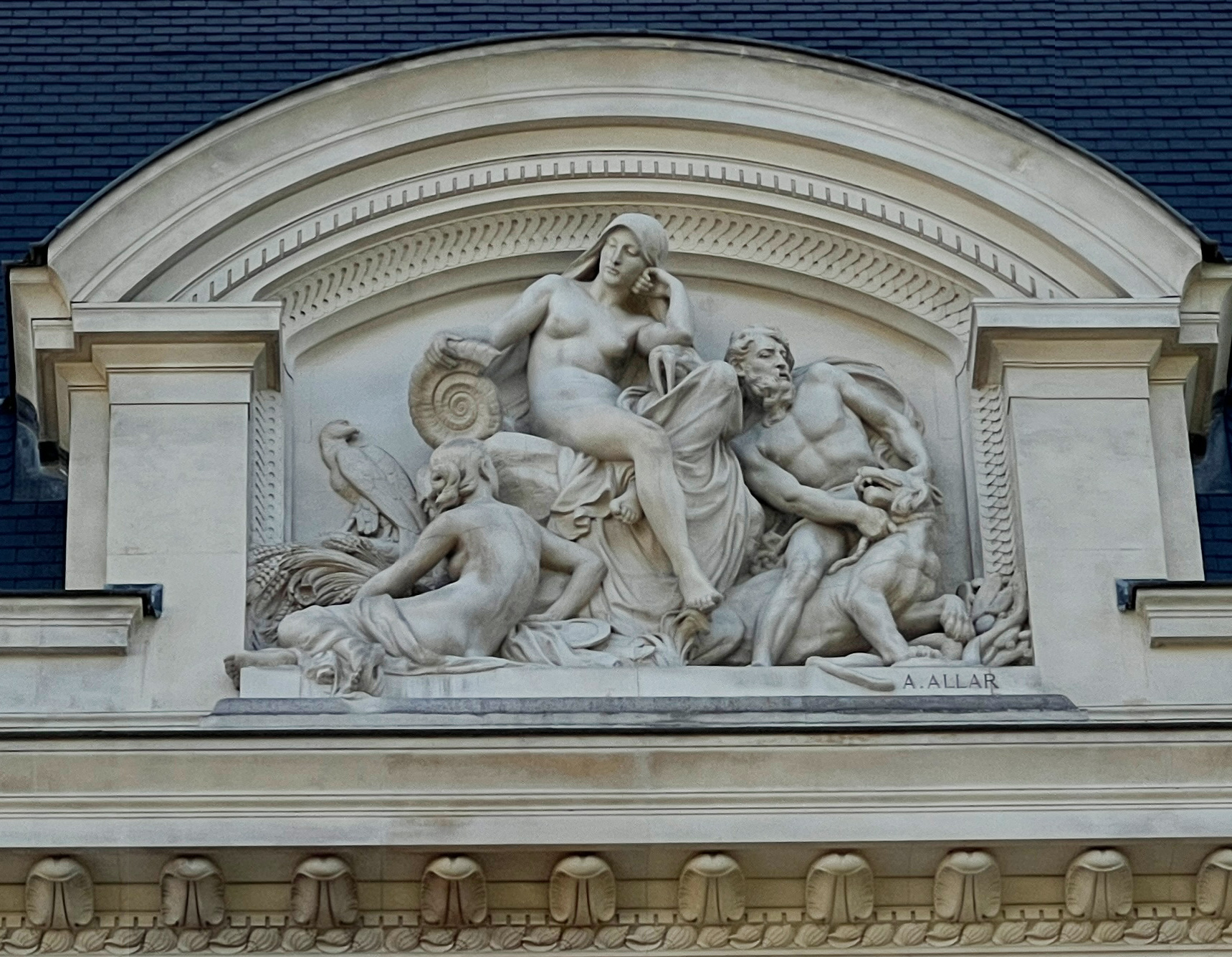
E)
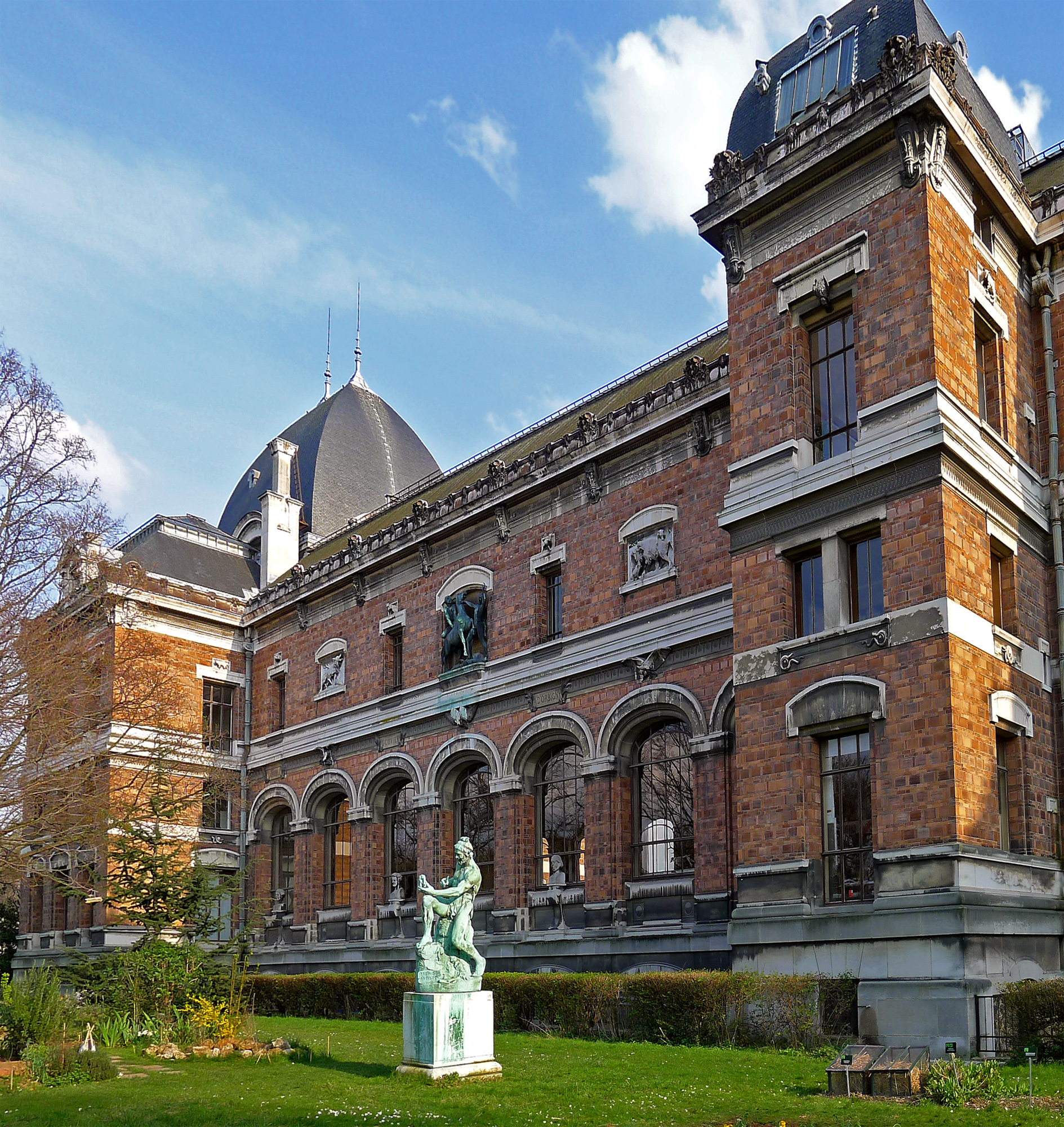
F)
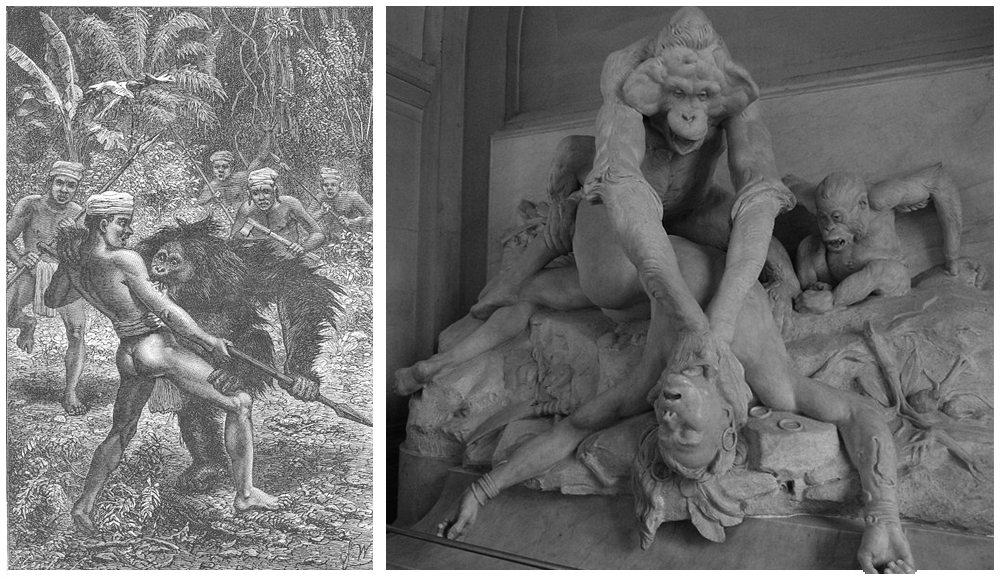
G)
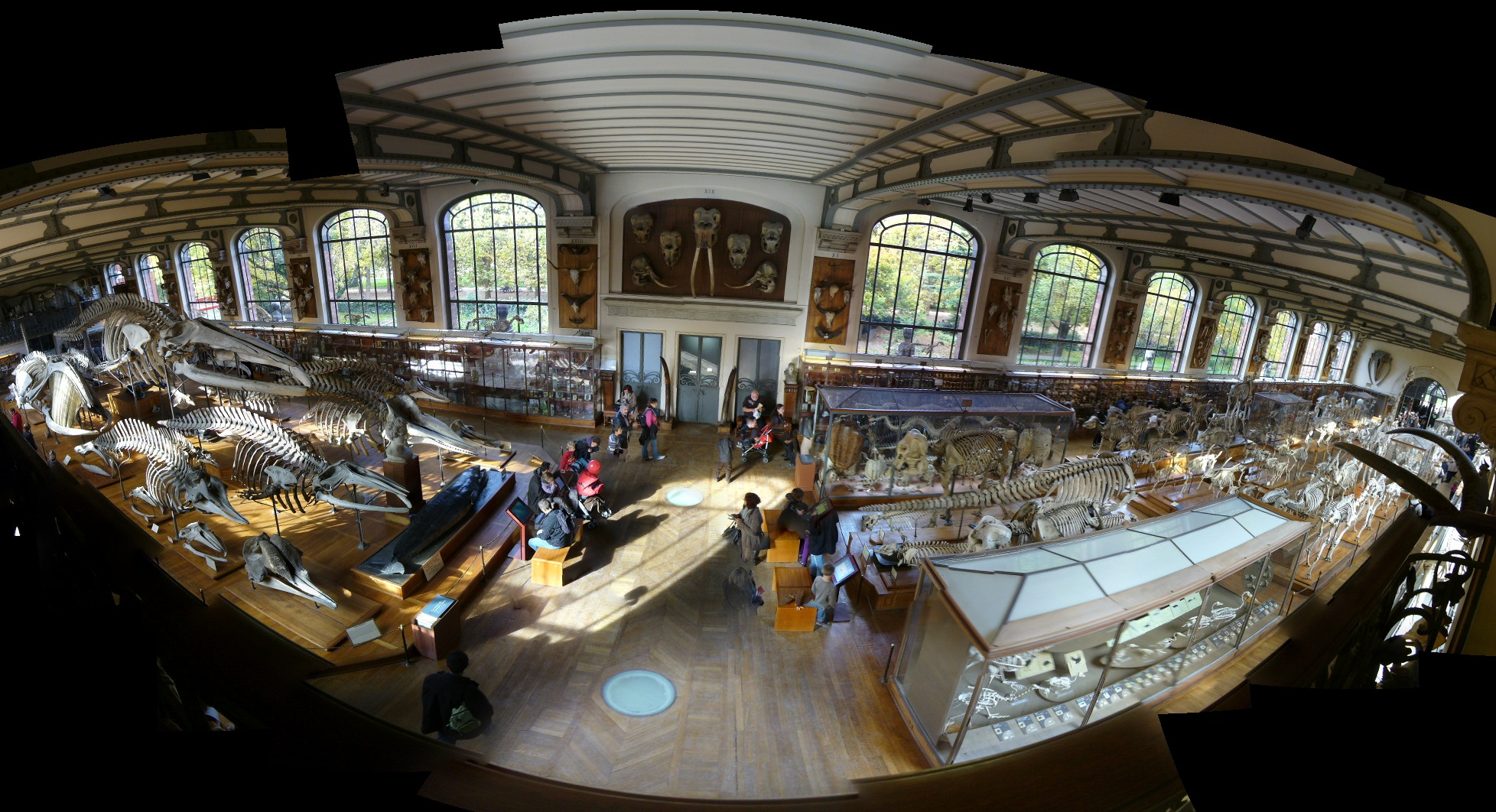
H)
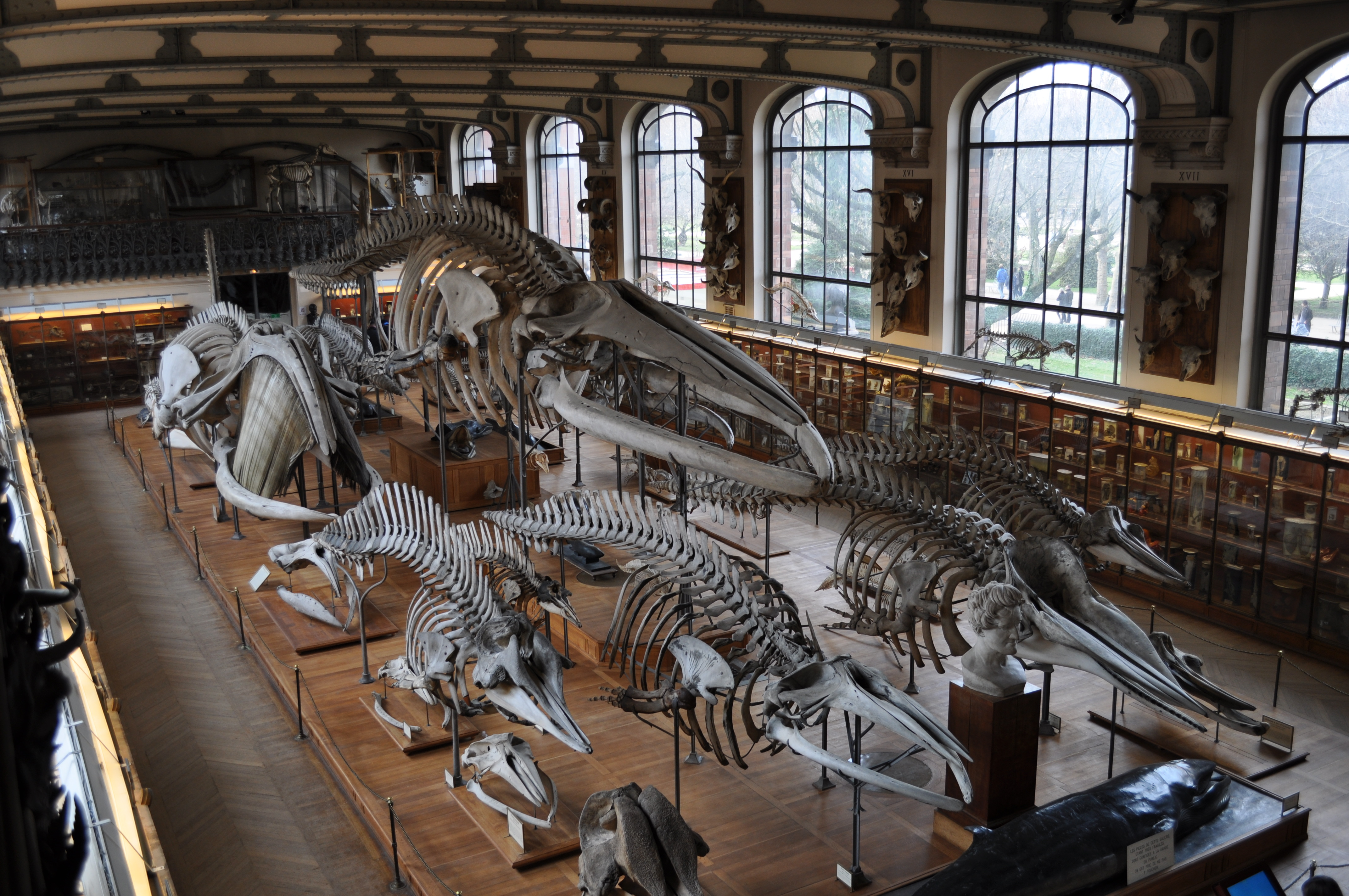
İ)
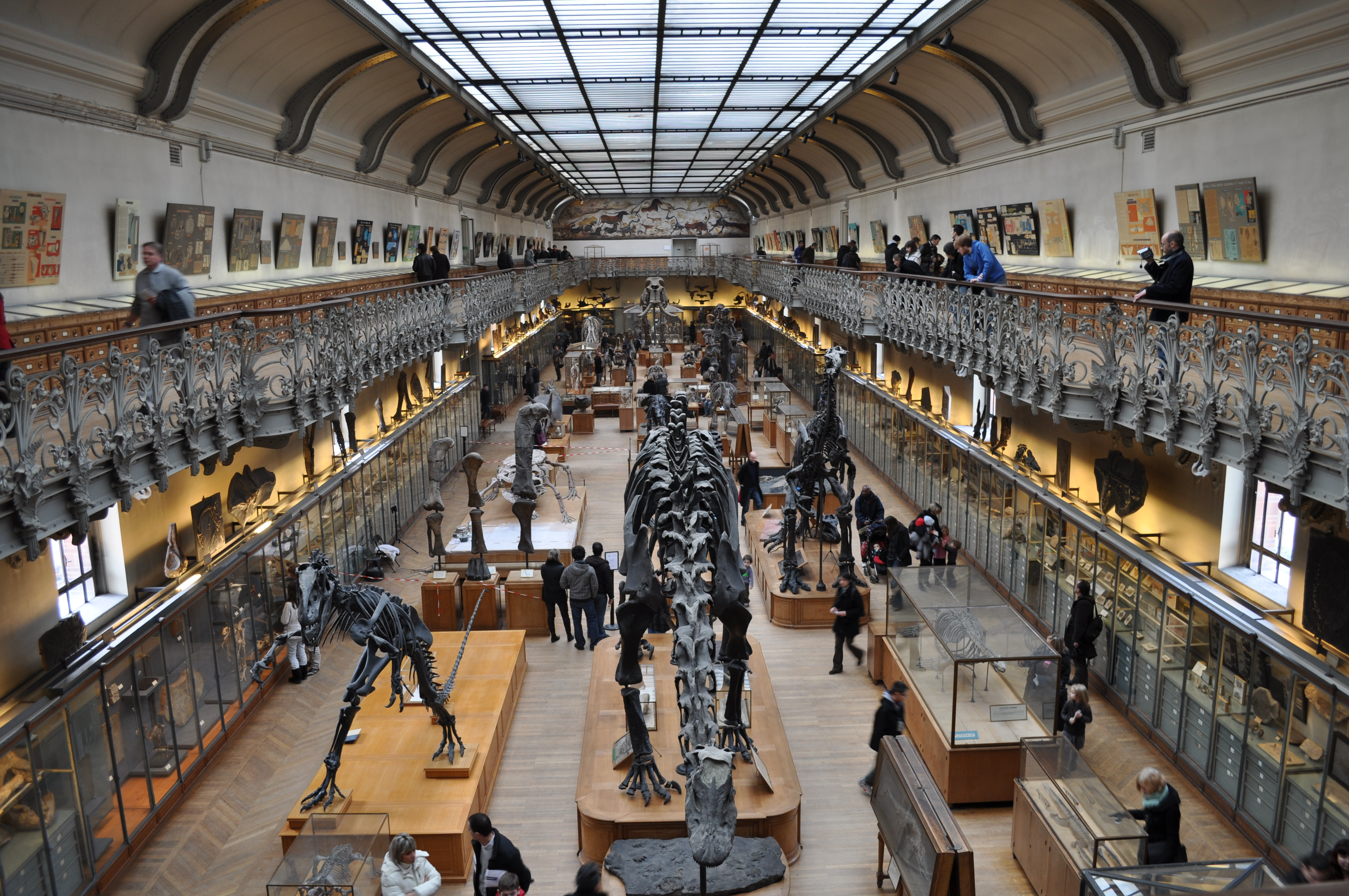
J)
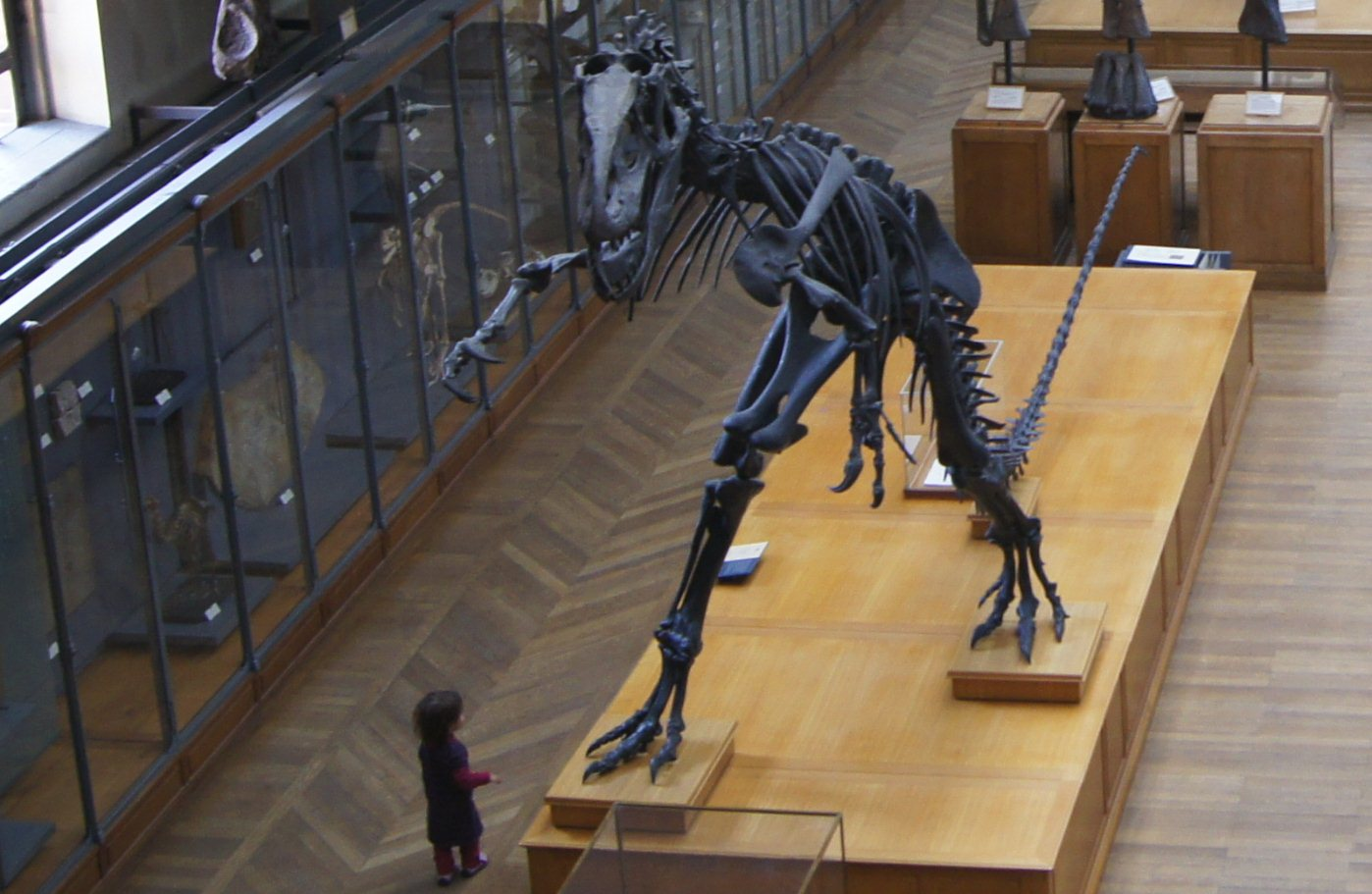
K)
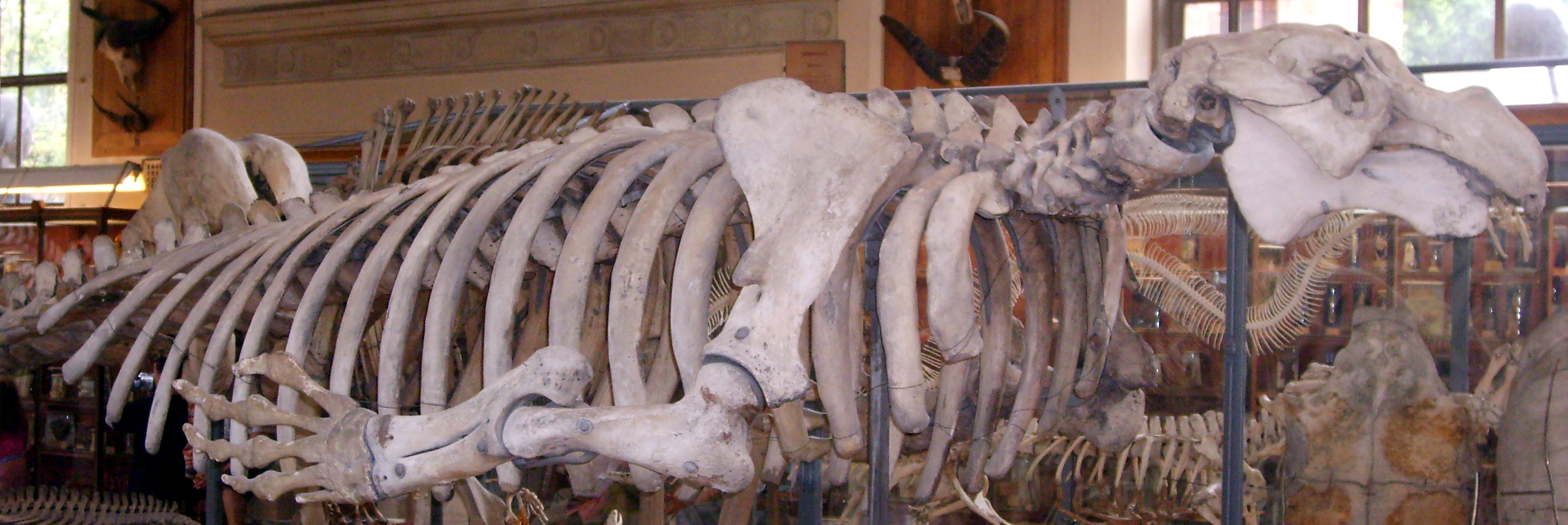
L)
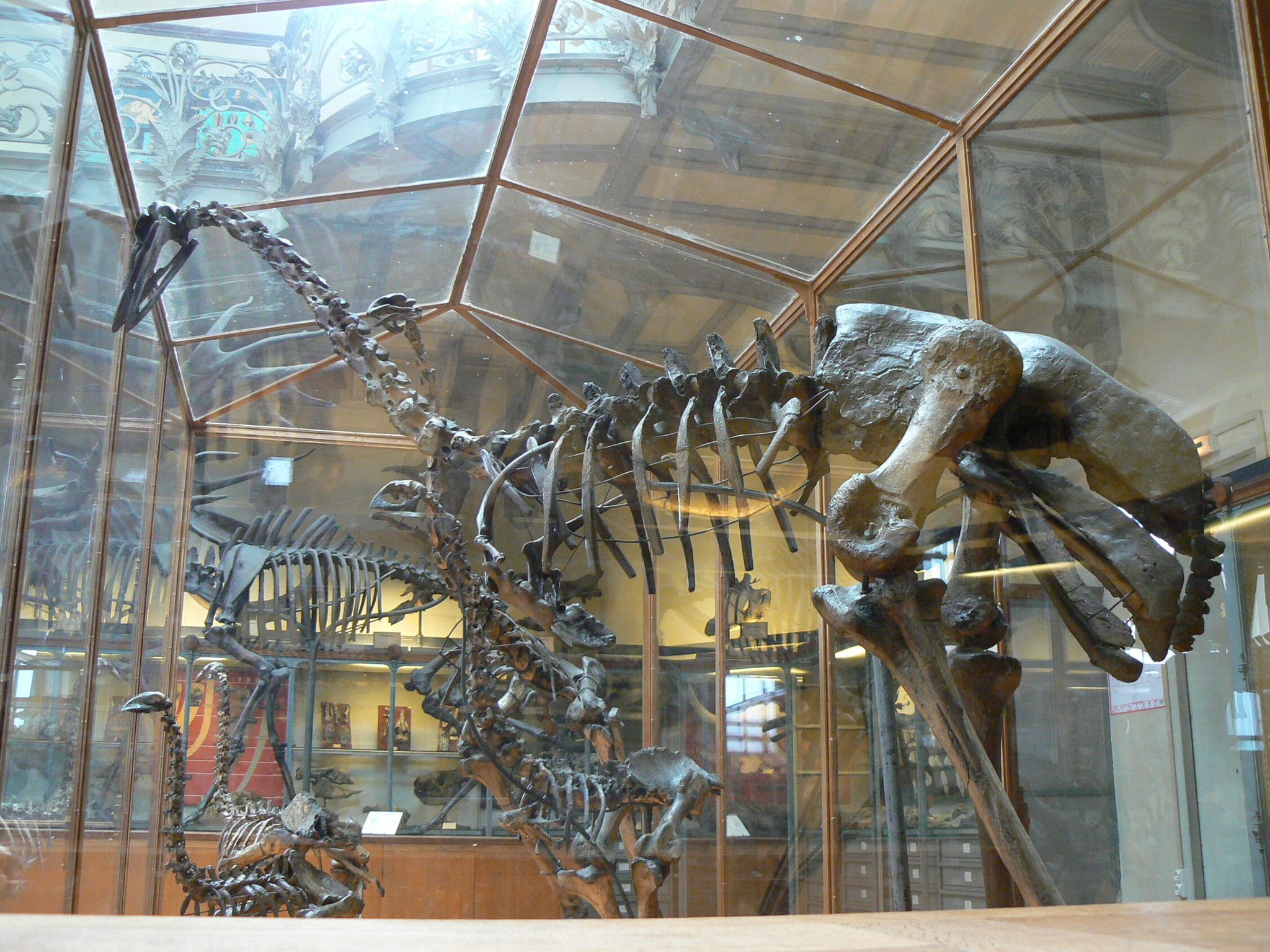
M)
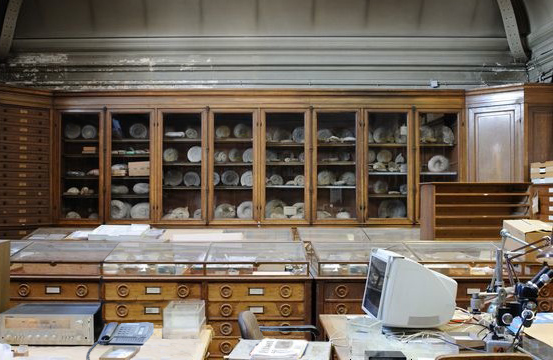
N)

Légende des images :

A) Façade après le ravalement de 2017.

B) Devant la galerie, les reconstitutions d'un Mammouth laineux d'après les exemplaires congelés subfossiles découverts en Sibérie (premier plan), d'un moeritherium (second plan) et d'un stégosaure (dernier plan).

C) Reconstitution d'un stégosaure, repère connu des Parisiens, devant la Galerie.

D) Portail d'entrée de la Galerie.

E) Frise de la Paléontologie par André Allar, au fronton de la Galerie.

F) La Galerie vue du Jardin, avec la statue du Premier Artiste de Paul Richer.

G) Orang-outang étranglant un « sauvage », sculpture au rez-de-chaussée de la galerie, par Emmanuel Frémiet, d'après les récits et gravures de l'expédition Wallace en Insulinde (à gauche).

H) Vue panoramique intérieure du rez-de-chaussée : on y admire la galerie d'Anatomie comparée dans toute sa longueur.

İ) Le cétacéum (podium des cétacés) dans la galerie d'Anatomie comparée.

J) Galerie de Paléontologie, au premier étage, avec sa mezzanine. Le premier étage expose les vertébrés fossiles ou subfossiles ; la mezzanine les autres groupes (dont de nombreux mollusques et échinodermes fossiles). Au premier plan, squelettes de l'Allosaurus et du Diplodocus.

K) Squelette reconstitué d'allosaure, au premier étage. Il s'agit d'un moulage en plâtre obtenu à partir des os désarticulés et entremêlés de 44 à 46 individus.

L) La Rhytine de Steller, un sirénien de l'océan Pacifique, exterminé au XVIIIe siècle.

M) L'Æpyornis, oiseau géant de Madagascar, disparu depuis environ mille ans.

N) Un laboratoire d'étude des ammonites situé sous les toits au niveau de la mezzanine.

## Quelques faits ayant marqué l'histoire du bâtiment et des collections

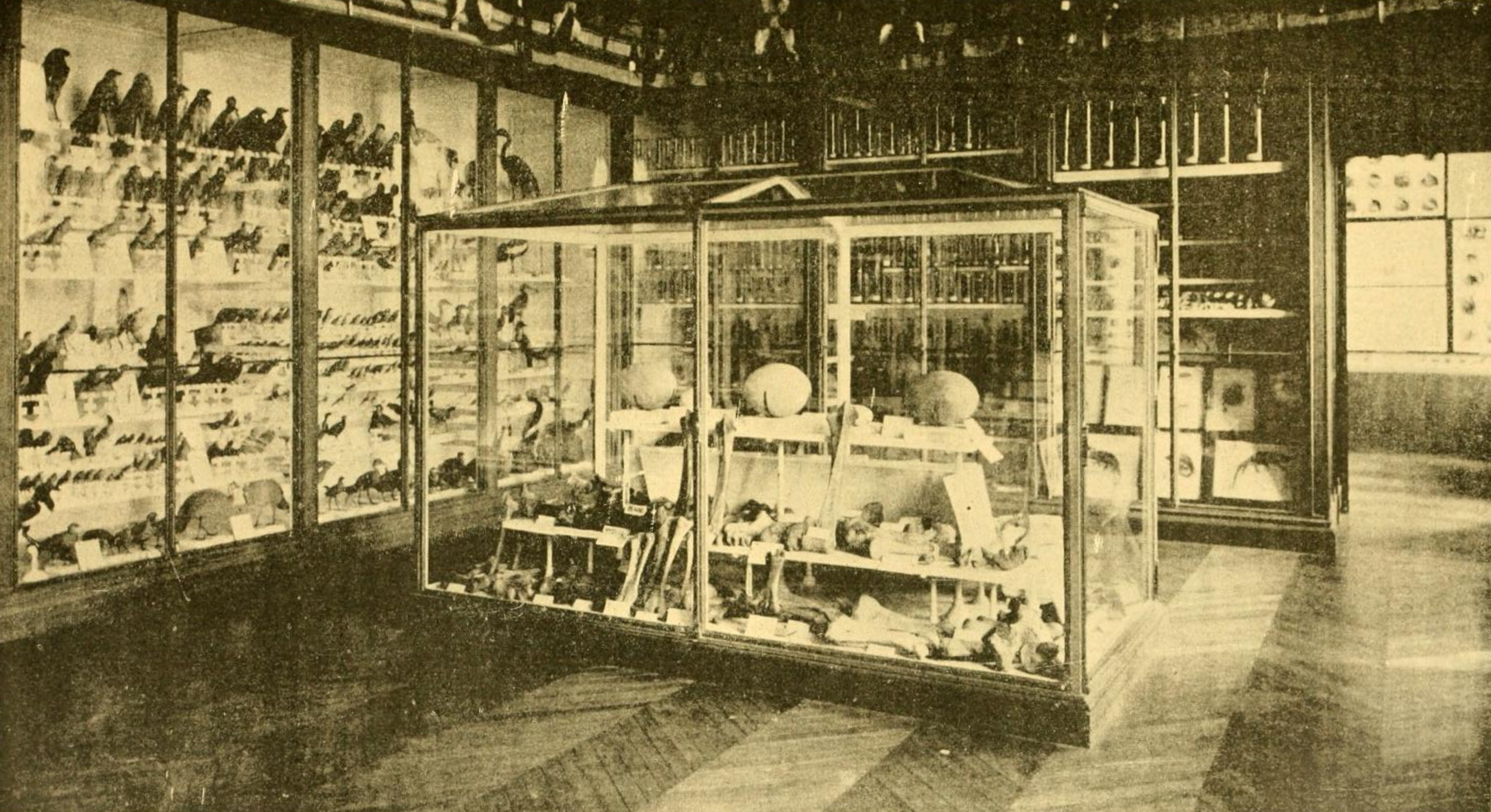
Œufs d’Aepyornis maximus rapportés de Madagascar, exposés en 1895 dans la galerie de Zoologie aujourd'hui Grande galerie de l'Évolution.

- En 1910 la grande crue de la Seine submerge le demi-sol et le rez-de chaussée de la galerie, imposant au personnel du Muséum un énorme travail de mise à l'abri des collections et présentations, puis de nettoyage, de restauration et de remise en place.
- En 1984, le paléontologue Léonard Ginsburg retrouve, en rangeant les collections anciennes, une caisse contenant des fossiles qu'un forain du XVIIIe siècle avait présenté à travers la France comme étant « les ossemens du géant Theutobocus, roy des Teutons, tué par Marius à la bataille d'Aix en Provence » : il en identifie une dent comme étant celle d'un Dinothère, un éléphant disparu. Cette supercherie aurait été initiée au XVIe siècle par Mazuyer, chirurgien à Beaurepaire, et par David Bertrand ou Chenevier, notaire, et déjà dénoncée au XVIIe siècle par un autre chirurgien, Jean Riolan, et au XIXe siècle par l'anatomiste Blainville[23].
- David Attenborough, Stephen Jay Gould, Philippe Taquet, Guillaume Lecointre, Hervé Le Guyader et bien d'autres chercheurs y ont donné des interviews scientifiques.
- La galerie de Paléontologie a servi de décor pour certains épisodes de la bande dessinée de Jacques Tardi, Adèle Blanc-Sec, dont un film, en partie tourné en ces lieux par Luc Besson, est sorti en 2010. On y voit, entre autres, éclore un ptérosaure, qui s'échappe par la verrière. Tel qu'il est grimé dans le film, l'acteur Philippe Nahon qui y joue le « professeur Ménard », ressemble au professeur réel Louis Mangin qui travailla au Muséum de 1904 à 1935[24]. Une scène du film N'oublie pas que tu vas mourir de Xavier Beauvois (1995) a été tournée dans la galerie, ainsi qu'une bonne partie de l'épisode Chaînon manquant (2020) de la série franco-belge Astrid et Raphaëlle d'Alexandre de Seguins et Laurent Burtin, épisode dont l'action se déroule au Muséum, le scénario mettant en scène un crime sur fond de trafic de fossiles[25],[26]. Des concerts ont été donnés dans la galerie d'Anatomie comparée[27].

## Accès
La galerie est desservie par la ligne C du RER (Gare d'Austerlitz), par les lignes 5 et 10 du métro de Paris (station Gare d'Austerlitz) et par les lignes d'autobus 24, 57, 61, 63, 89 et 91 (station Austerlitz-Jardin des plantes).